# Coelopencyrtus callainus
Coelopencyrtus callainus är en stekelart som beskrevs av Annecke 1968. Coelopencyrtus callainus ingår i släktet Coelopencyrtus och familjen sköldlussteklar.
Artens utbredningsområde är:
- Moçambique.
- Zimbabwe.

Inga underarter finns listade i Catalogue of Life.